# Judith Lorber
Pour les articles homonymes, voir Lorber.
Judith Lorber est professeur émérite en Sociologie de l'Université de Brooklyn et de "The Graduate School" (New York). Elle reçut son doctorat de l'Université de New York en 1971 et a commencé à développer et enseigner des cours sur l'étude des femmes en 1972. Elle fut la première "Coordinator of the CUNY Graduate School Women's Studies Certificate Program" (1988-1991).
En 1996, elle reçoit l'"American Sociological Association Jessie Bernard Career Award".

Elle fut présidente de la "Eastern Sociological Society" en 2001-2002 et Présidente de "Sociologists for Women in Society" en 1981-1982.